# Valentina Diouf
Valentina Diouf, född 10 januari 1993 i Milano i Italien, är en volleybollspelare (högerspiker). 
Diouf har framförallt spelat med italienska klubbar, där hon som bäst blivit trea i mästerskapet, vilket hon blivit flera gånger med olika klubbar. Hon blev polsk mästare 2022/2023 med ŁKS Łódź. I internationella cuptävlingar har hon som bäst nått final i CEV Champions League (2014/2015) och CEV Cup (2016/2017) med UYBA Volley. I det senare fallet utsågs hon till mest värdefulla spelare. 
Med Italiens seniorlandslag har hon vunnit Medelhavsspelen, nått semifinal vid VM och kvartsfinal vid EM. På juniornivå har hon vunnit både VM och EM.